# Gerenot Richter
Gerenot Richter (* 5. Dezember 1926 in Dresden; † 5. Januar 1991 in Berlin) war ein deutscher Graphiker und Hochschullehrer.

## Leben und Werk
Gerenot Richter besuchte 1933 bis 1944 die Volks- und Oberschule in Dresden. 1943 bis 1945 war er Luftwaffenhelfer und als Soldat an der Westfront. Nach der Rückkehr aus der Kriegsgefangenschaft in Belgien und England machte er eine Ausbildung zum Lehrer und arbeitete 1948–1949 als Neulehrer in Dresden. 1949 bis 1953 studierte er Kunsterziehung und Geographie an der Technischen Hochschule Dresden, der Universität Leipzig und der Humboldt-Universität zu Berlin.
1952 heiratete er Ingeborg Grampp, mit der er bis zu seinem Tod zusammenblieb und mit der er zwei Kinder hatte. 1953 wurde Richter wissenschaftlicher Assistent für Methodik der Kunsterziehung und der künstlerischen Praxis an der Humboldt-Universität. 1955 erhielt er einen Lehrauftrag für Malerei und Grafik am Institut für Kunsterziehung der Humboldt-Universität, wo er 1957 promovierte. 1962 bis 1965 machte er ein externes Studium an der Hochschule für bildende und angewandte Kunst Berlin-Weißensee bei Heinrich Burkhardt und Fritz Dähn, das er mit dem Diplom abschloss. 1966 wurde Richter Dozent für Theorie und Praxis der künstlerischen Gestaltung am Institut für Kunsterziehung der Humboldt-Universität. 1971 erfolgte seine Berufung zum außerordentlichen Professor und 1979 bis zu seiner Emeritierung 1989 war er Professor mit künstlerischer Lehrtätigkeit für Malerei und Grafik an der Humboldt-Universität.
Richter war Mitherausgeber der Originalgraphik-Editionsreihe der Zeitung „Junge Welt“. 1988 erkrankte er an Krebs.
Er war ein Meister der Radierung. Das von ihm selbst erstellte Werkverzeichnis der Druckgraphik 1964–1989 enthält 50 Flachdrucke und 304 Tiefdrucke (weitere 43 Lithographien wurden nicht in das Werkverzeichnis aufgenommen). Sein Werk umfasst auch eine Vielzahl von Zeichnungen, unter denen sich etliche befinden, die an die Qualität seiner besten Tiefdrucke heranreichen, sowie eine beachtliche Zahl von Aquarellen, Pastellen und Gemälden. Jedoch spielte die Malerei in seinen fruchtbarsten Jahren als Grafiker eine sehr untergeordnete Rolle.
Nach 1983 gibt es von Richter keine Menschenbildnisse mehr. 1989 entstand seine letzte Druckgraphik Herbstlicht, die er seiner Frau widmete.
Die Grabstätte Richters befindet sich auf dem Friedhof Pankow III in Berlin-Pankow.

## Rezeption
„Richter gehörte zu den Künstlern, die ganz bewusst und mit guten Gründen künstlerische Traditionen bewahren und deren Werte lebendig halten. Lebendig halten hieß, mit Dürers Kupferstichen etwas Neues zu schaffen. Richter vereinte das Altmeisterliche mit dem modernen Prinzip, den Zugang zur Bildaussage zu erschweren, damit die Betrachter sich nicht mit einem flüchtigen Blick begnügen können.“

„Als Naturbeobachter schuf Richter eine empathische Kunst, inspiriert vom Humanismus und einer intellektuellen Künstlerschaft, in deren Bildern auch unaufdringlich das Pädagogische eines geistreichen Lehrers mitschwingt. Mit Euphorie und auch Pathos ‚umarmt‘ er das Universum in einer Synthese von Dichtung und Intellekt, in der sich Phantasie und Sachlichkeit durchdringen. Dieser Künstler ist ein Dichter.“

## Einzelausstellungen (Auswahl)
- 1989: Dresden, Clubgalerie Brücke
- 1990: Erfurt, Predigerkloster
- 1991: Berlin, Galerie Sophienstraße
- 1996: Berlin, Werkstattgalerie Studio Bildende Kunst
- 1997: Meiningen, Staatliche Museen Schloss Elisabethenburg
- 2002: Senftenberg, Galerie im Schloss Senftenberg
- 2005: Hoyerswerda, Stadtmuseum im Schloss
- 2006: Joachimsthal, Kommunität Grimnitz („Gleichnisse“)
- 2006: Senftenberg, Galerie am Schloss
- 2011: Berlin, Galerie Helle Panke („Graphik aus drei Jahrzehnten“)
- 2016: Berlin, Galerie 100 („am Hohen Ufer“- „Strandläufer und Meerwunder“)
- 2016: Berlin, Humboldt-Universität („Spreeathen“ – „Stadtlandschaften“)
- 2016: Fürstenwalde, Domgalerie („Ging heut’ morgen übers Feld“ – Hommage und Gleichnis)
- 2016: Gransee-Dannenwalde, Kirche am Weg („Nach dem Sturm“ – Vom Antlitz der Bäume)
- 2017: Berlin, Graphik-Studio-Galerie („Friedliche Landschaften, Die Miniaturen“)
- 2017: Templin, Galerie im Neuen Rathaus („Terra Mater“ & „Herbstlicht“)

## Museen und öffentlichen Sammlungen mit Werken Richters
Quelle: Website über Gerenot Richter.
- Albstadt, Galerie Albstadt
- Beeskow, Kunstarchiv Beeskow
- Berlin, Kupferstichkabinett
- Berlin, Berlinische Galerie
- Berlin, Stiftung Stadtmuseum Berlin
- Berlin, Humboldt-Universität zu Berlin, Kustodie, Werke von Künstlern der Universität
- Chemnitz, Neue Sächsische Galerie
- Dresden, Kupferstichkabinett
- Erfurt, Angermuseum
- Frankfurt/Oder, Brandenburgisches Landesmuseum für moderne Kunst
- Gera, Kunstsammlung Gera, Otto-Dix-Haus
- Gießen, Justus-Liebig-Universität Gießen, Sammlung Schüling
- Görlitz, Kulturhistorisches Museum, Städtische Kunstsammlung
- Greiz, Staatliche Bücher- und Kupferstichsammlung Greiz, Stiftung der Älteren Linie des Hauses Reuß
- Hoyerswerda, Stadtmuseum Schloss Hoyerswerda
- Leipzig, Museum der bildenden Künste
- Magdeburg, Kunstmuseum Kloster Unser Lieben Frauen
- Magdeburg, Kulturhistorisches Museum
- Meiningen, Kulturstiftung Eisenach, Schloss Elisabethenburg
- Nürnberg, Germanisches Nationalmuseum
- Nürnberg, Museum der Stadt Nürnberg, Graphische Sammlung
- Rostock, Kunsthalle
- Rostock, Kulturhistorisches Museum
- Schleiz, Museum Schloss Burgk
- Schwerin, Staatliches Museum Schwerin, Kupferstichkabinett
- Senftenberg, Museum des Landkreises Oberspreewald-Lausitz, Kunstsammlung Lausitz